# In the Wake of Determination
Albums de Story of the Year
Live In The Lou/Bassassins
(2005) The Black Swan
(2008)
Singles
In the Wake of Determination est le deuxième album studio de Story of the Year. Il est sorti le 11 octobre 2005.

## Liste des titres
1. We Don'T Care Anymore - 3:31
2. Take Me Back - 4:07
3. Our Times Is Now - 4:08
4. Taste The Poison - 3:34
5. Stereo - 3:31
6. Five Against The World - 3:13
7. Sleep - 4:13
8. Meathead - 2:25
9. March Of The Dead - 3:49
10. Pay Your Enemy - 3:09
11. Wake Up The Voiceless - 4:18
12. Is This My Fate? He Asked Them - 5:15
13. A Silent Murder / Slow Jam (Piste caché) - 2:36

Bonus Track
1. Unheard Voice (iTunes) - 3:11

## Membres
- Dan Marsala - Chant
- Ryan Phillips - Guitare
- Philip Sneed - Guitare
- Adam Russell - Basse
- Josh Wills - Batterie